# Культурний імперіалізм
Культурний імперіалізм — практика просунення, виділення та штучного привнесення культури одного суспільства в інше. Зазвичай свою культуру привносить та просуває велика, економічно або військово потужна нація. Культурний імперіалізм може бути як активною, формальною політикою, так і загальним ставленням. Дослідженнями культурного імперіалізму як форми не військової гегемонії займаються теоретики постколоніалізму, зокрема його засновник Едвард Саїд. Поняття культурного імперіалізму було введено у вжиток Францем Фаноном в 1950-х роках, зокрема у його роботі «Гнані і голодні» (1961).